# Alexei Koșelev
Alexei Koșelev (Chișinău, 19 novembre 1993) è un calciatore moldavo, portiere dell'Atromītos e della nazionale moldava.

## Carriera

### Club
Ha giocato nella prima divisione moldava ed in quella olandese.

### Nazionale
Ha giocato nella nazionale moldava tra il 2015 e il 2021, tornando convocato poi tre anni dopo nel 2024.

## Palmarès

### Club

#### Competizioni nazionali
- Supercoppa di Moldavia: 2

Sheriff Tiraspol: 2015, 2016
- Campionato moldavo: 2

Sheriff Tiraspol: 2015-2016, 2016-2017
- Coppa di Moldavia: 1

Sheriff Tiraspol: 2016-2017
- J2 League: 1

Júbilo Iwata: 2021